# Los Roques
Los Roques (en castellà: Archipiélago Los Roques) pertanyents a Veneçuela és un conjunt d'illes i cayos en les Antilles menors que tenen una superfície estimada en 40,61 km² i que són entre l'arxipèlag Les Aves (a l'oest) i l'illa de La Orchila (a l'est) a 176 km al nord de la ciutat de Caracas i que representa un dels principals atractius turístics del país, forma part de les dependències federals veneçolanes, és parc nacional.